# Mellon Arena
Mellon Arena és un estadi situat a Pittsburgh, Pennsilvània.
Aquest estadi, també anomenat L'Iglú per la seva peculiar forma rodona, és on juguen els Pittsburgh Penguins de la NHL i els Pittsburgh Xplosion de la CBA. Té una capacitat d'uns 16.000 espectadors.